# Saint-Martin-de-Valamas
 Saint-Martin-de-Valamas  là một xã ở tỉnh Ardèche, vùng Auvergne-Rhône-Alpes ở đông nam nước Pháp.